# Diocesi di Libertina
La diocesi di Libertina (in latino Dioecesis Libertinensis) è una sede soppressa e sede titolare della Chiesa cattolica.

## Storia
Libertina, forse identificabile con le rovine presso Souc-El-Arba nell'odierna Tunisia, è un'antica sede episcopale della provincia romana dell'Africa Proconsolare, suffraganea dell'arcidiocesi di Cartagine.
Sono tre i vescovi documentati di questa diocesi africana. Alla conferenza di Cartagine del 411, che vide riuniti assieme i vescovi cattolici e donatisti dell'Africa romana, presero parte il cattolico Vittore e il donatista Gennaro. Un altro vescovo di nome Gennaro partecipò al concilio antimonotelita di Cartagine del 646.
Dal 1933 Libertina è annoverata tra le sedi vescovili titolari della Chiesa cattolica; la sede è vacante dal 31 dicembre 2024.

## Cronotassi

### Vescovi
- Vittore † (menzionato nel 411)
  - Gennaro † (menzionato nel 411) (vescovo donatista)
- Gennaro † (menzionato nel 646)

### Vescovi titolari
- Justin Daniel Simonds † (13 aprile 1967 - 3 novembre 1967 deceduto)
- Martin Joseph Neylon, S.I. † (2 ottobre 1969 - 3 maggio 1979 nominato vescovo delle Caroline-Marshall)
- Amando Samo † (10 maggio 1987 - 3 febbraio 1994 nominato vescovo coadiutore delle Isole Caroline)
- Andreas Laun, O.S.F.S. † (25 gennaio 1995 - 31 dicembre 2024 deceduto)